# Đại hội Thể thao châu Á 2022
Đại hội Thể thao châu Á 2022 (tiếng Anh: 2022 Asian Games, tiếng Trung: 2022年亚洲运动会; bính âm: Èr líng èr èr nián Yàzhōu Yùndònghuì, Hán Việt: Nhị linh nhị nhị niên Á châu Vận động hội), thường được gọi là Á vận hội XIX (tiếng Anh: XIX Asiad, tiếng Trung: 第十九届亚洲运动会; bính âm: Dì Shíjiŭ Jiè Yàzhōu Yùndònghuì, Hán Việt: Đệ thập cửu giới Á châu Vận động hội), là sự kiện thể thao đa môn được diễn ra tại thành phố Hàng Châu, tỉnh Chiết Giang, Trung Quốc. Hàng Châu là thành phố thứ ba của Trung Quốc đăng cai Đại hội Thể thao châu Á, sau Bắc Kinh 1990 và Quảng Châu 2010.
Dự kiến được tổ chức từ ngày 10 đến ngày 25 tháng 9 năm 2022, tuy nhiên vào ngày 6 tháng 5 năm 2022, ban tổ chức Đại hội Thể thao châu Á 2022 quyết định lùi lịch tổ chức đại hội sang năm 2023 do ảnh hưởng của đại dịch COVID-19

## Đấu thầu
Ủy ban Olympic Trung Quốc xác nhận rằng Hàng Châu đã đệ trình gói thầu, và là thành phố duy nhất ứng cử vào tháng 8 năm 2015. Hàng Châu chính thức trở thành thành phố chủ nhà vào ngày 16 tháng 9 năm 2015 tại Ashgabat, Turkmenistan, trong cuộc họp đại hội đồng OCA lần thứ 34.

## Quá trình phát triển và chuẩn bị

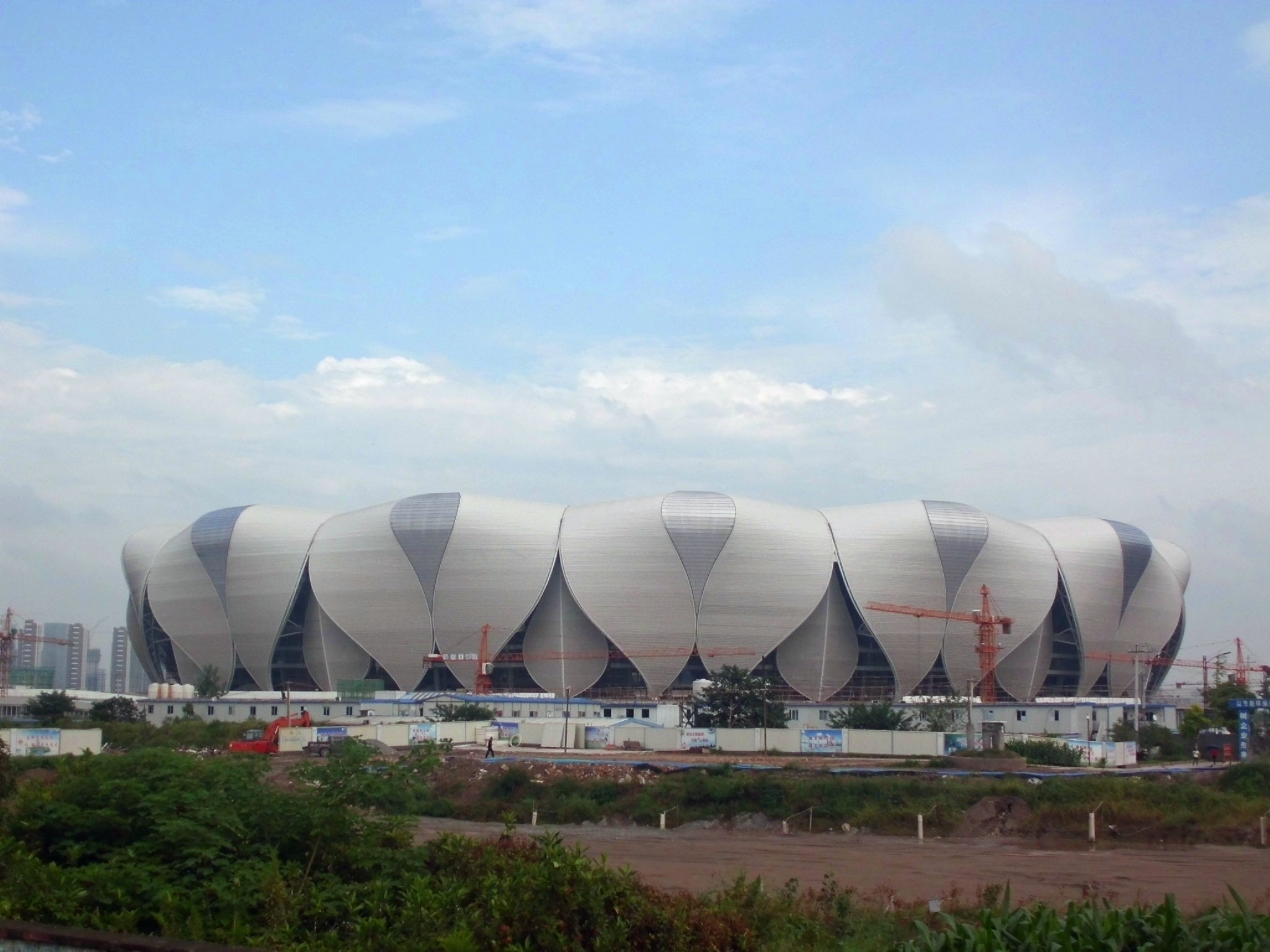
Sân vận động Công viên Thể thao Hàng Châu

### Địa điểm và cơ sở hạ tầng
44 địa điểm sẽ được sử dụng trong các đại hội, trong đó có 30 địa điểm đã tồn tại trong thành phố, 10 địa điểm đang được xây dựng và 4 địa điểm khác là trong giai đoạn lập kế hoạch. Một tuyến đường sắt cao tốc đang được xây dựng giữa Hàng Châu và Hồ Châu để phục vụ cho Đại hội.

## Đại hội

### Môn thể thao
Vào ngày 8 tháng 4 năm 2019, Hội đồng Olympic châu Á ban đầu thông báo rằng Thế vận hội sẽ có 37 môn thể thao, bao gồm 28 môn thể thao Olympic bắt buộc sẽ tranh tài tại Thế vận hội Mùa hè 2024 ở Paris, cũng như các sự kiện trong các môn thể thao không thuộc Olympic khác. Điều này dẫn đến việc bổ sung các nội dung như bơi lội ngoài trời và thi đấu theo nhóm ở môn thể dục nhịp điệu vào chương trình Olympic.
Vào ngày 12 tháng 9 năm 2019, các môn bóng chày, bóng mềm, karate và leo núi thể thao (là các nội dung thi đấu tùy chọn tại Thế vận hội Mùa hè 2020) đã được thêm vào chương trình, mở rộng lên 61 nội dung trong 40 môn thể thao. Sau khi trở thành một môn thể thao trình diễn vào năm 2018, eSports sẽ trở thành một nội dung thi đấu chính thức tại Đại hội Thể thao năm 2022. Và Nhảy Breaking (sẽ được đưa vào thi đấu lần đầu tiên tại Thế vận hội Mùa hè 2024) sẽ được thêm vào, mở rộng chương trình lên 42 môn thể thao.
Bộ môn thể thao điện tử tại Đại hội Thể thao châu Á 2022 sẽ bao gồm 8 nội dung tranh huy chương và hai nội dung trình diễn, với các tựa game được thi đấu: Arena of Valor Asian Games version, Dota 2, Dream of the Three Kingdoms 2, FIFA Online 4, Hearthstone, Liên Minh Huyền Thoại, PUBG Mobile Asian Games version và Street Fighter V.
| - Thể thao dưới nước - Nhảy cầu - - Bơi lội - - Bơi nghệ thuật - - Bơi Marathon - - Bóng nước - Bắn cung - Điền kinh - Cầu lông - Nhảy Breaking - Bóng chày - Bóng chày - - Bóng mềm - Canoeing - - Thuyền rồng - Vượt chướng ngại vật - Nước rút | - Bóng rổ - Quyền Anh - Thể thao trí tuệ - Cờ vua - - Bridge - - Thể thao điện tử - - Cờ tướng - - Cờ vây - Bóng gậy - Xe đạp - - BMX - Xe đạp leo núi - Đường trường - Lòng chảo - Cưỡi ngựa - Đấu kiếm - Khúc côn cầu trên cỏ | - Bóng đá - Golf - Thể dục dụng cụ - - Thể dục nghệ thuật - Thể dục nhịp điệu - Thể dục dụng cụ Nhào lộn - Bóng ném - Judo - Kabaddi - Võ thuật - Jujitsu - Karate - - Kurash - Ba môn phối hợp - Năm môn phối hợp hiện đại - Chèo thuyền | - Bóng bầu dục bảy người - Patin thể thao - - Trượt patin - Trượt ván - Thuyền buồm - Cầu mây - Bắn súng - Leo núi thể thao - Bóng quần - Bóng bàn - Taekwondo - Quần vợt - Bóng chuyền - Bóng chuyền - - Bóng chuyền bãi biển - Cử tạ - Vật - Wushu |

### Các Ủy ban Olympic Quốc gia tham gia
Tất cả 45 quốc gia thành viên của Hội đồng Olympic châu Á sẽ tham gia tranh tài. Các quốc gia châu Đại Dương cũng sẽ được mời tham gia thi đấu một số môn thể thao trong đó trình độ Olympic kết hợp hai châu lục.
Ngày 26 tháng 1 năm 2023, OCA xác nhận Nga và Belarus sẽ tham dự Đại hội thể thao châu Á 2022 trong bối cảnh hai quốc gia này đã bị cấm tham gia hầu hết các cuộc thi quốc tế trong các môn thể thao Olympic sau hành động tấn công quân sự với Ukraina, theo một thỏa thuận do Ủy ban Olympic quốc tế (IOC) làm trung gian.
| Các Ủy ban Olympic Quốc gia tham gia |
| --- |
| - Afghanistan - Bahrain - Bangladesh - Bhutan - Brunei - Campuchia - Trung Quốc (chủ nhà) - Đài Bắc Trung Hoa - Đông Timor - Hồng Kông - Ấn Độ - Indonesia - Iran - Iraq - Nhật Bản - Jordan - Kazakhstan - Kuwait - Kyrgyzstan - Lào - Liban - Ma Cao - Malaysia - Maldives - Mông Cổ - Myanmar - Nepal - CHDCND Triều Tiên - Oman - Pakistan - Palestine - Philippines - Qatar - Ủy ban Olympic Nga - Ả Rập Xê Út - Singapore - Hàn Quốc - Sri Lanka - Syria - Tajikistan - Thái Lan - Turkmenistan - UAE - Uzbekistan - Việt Nam - Yemen |

### Lịch thi đấu
Cập nhật theo Giờ tiêu chuẩn ở Trung Quốc (UTC+8)
| OC | Lễ khai mạc | ● | Cuộc thi đấu nội dung | 1 | Nội dung huy chương vàng | CC | Lễ bế mạc |

| Sự kiện↓/Ngày→            | Sự kiện↓/Ngày→            | Tháng 9 | Tháng 9 | Tháng 9 | Tháng 9 | Tháng 9 | Tháng 9 | Tháng 9 | Tháng 9 | Tháng 9 | Tháng 9 | Tháng 9 | Tháng 9 | Tháng 10 | Tháng 10 | Tháng 10 | Tháng 10 | Tháng 10 | Tháng 10 | Tháng 10 | Tháng 10 | Sự kiện |
| Sự kiện↓/Ngày→            | Sự kiện↓/Ngày→            | 19 T3   | 20 T4   | 21 T5   | 22 T6   | 23 T7   | 24 CN   | 25 T2   | 26 T3   | 27 T4   | 28 T5   | 29 T6   | 30 T7   | 1 CN     | 2 T2     | 3 T3     | 4 T4     | 5 T5     | 6 T6     | 7 T7     | 8 CN     | Sự kiện |
| ------------------------- | ------------------------- | ------- | ------- | ------- | ------- | ------- | ------- | ------- | ------- | ------- | ------- | ------- | ------- | -------- | -------- | -------- | -------- | -------- | -------- | -------- | -------- | ------- |
| Nghi lễ                   | Nghi lễ                   |         |         |         |         | OC      |         |         |         |         |         |         |         |          |          |          |          |          |          |          | CC       |         |
| Thể thao dưới nước        |                           |         |         |         |         |         |         |         |         |         |         |         |         |          |          |          |          |          |          |          |          |         |
| Bơi nghệ thuật            |                           |         |         |         |         |         |         |         |         |         |         |         |         |          |          |          | ●        | 1        | ●        | 1        | 2        |         |
| Nhảy cầu                  |                           |         |         |         |         |         |         |         |         |         |         | 2       | 2       | 2        | 2        | 2        |          |          |          |          | 10       |         |
| Bơi Marathon              |                           |         |         |         |         |         |         |         |         |         |         |         |         |          |          |          |          | 1        | 1        |          | 2        |         |
| Bơi lội                   |                           |         |         |         |         | 7       | 7       | 6       | 7       | 7       | 7       |         |         |          |          |          |          |          |          |          | 41       |         |
| Bóng nước                 |                           |         |         |         |         | ●       | ●       | ●       | ●       | ●       | ●       | ●       | 1       | ●        | ●        | ●        | ●        | ●        | ●        | 1        | 2        |         |
| Bắn cung                  | Bắn cung                  |         |         |         |         |         |         |         |         |         |         |         |         | ●        | ●        | ●        | 2        | 2        | 2        | 4        |          | 10      |
| Điền kinh                 | Điền kinh                 |         |         |         |         |         |         |         |         |         |         | 5       | 7       | 8        | 8        | 10       | 8        | 2        |          |          |          | 48      |
| Cầu lông                  | Cầu lông                  |         |         |         |         |         |         |         |         |         | ●       | ●       | ●       | 2        | ●        | ●        | ●        | ●        | ●        | 5        |          | 7       |
| Nhảy đường phố            | Nhảy đường phố            |         |         |         |         |         |         |         |         |         |         |         |         |          |          |          |          |          | ●        | 2        |          | 2       |
| Bóng chày                 |                           |         |         |         |         |         |         |         |         |         |         |         |         |          |          |          |          |          |          |          |          |         |
| Bóng chày                 |                           |         |         |         |         | ●       | ●       | ●       | ●       | ●       |         |         | ●       | ●        | ●        |          | ●        | ●        | 1        |          | 1        |         |
| Bóng mềm                  |                           |         |         |         |         |         |         | ●       | ●       | ●       | ●       |         | ●       | 1        |          |          |          |          |          |          | 1        |         |
| Bóng rổ                   |                           |         |         |         |         |         |         |         |         |         |         |         |         |          |          |          |          |          |          |          |          |         |
| 5 x 5                     |                           |         |         |         |         |         |         | ●       | ●       | ●       | ●       | ●       | ●       | ●        | ●        | ●        | ●        | 1        | 1        |          | 2        |         |
| 3 x 3                     |                           |         |         |         |         |         | ●       | ●       | ●       | ●       | ●       | ●       | 2       |          |          |          |          |          |          |          | 2        |         |
| Thể thao trí tuệ          |                           |         |         |         |         |         |         |         |         |         |         |         |         |          |          |          |          |          |          |          |          |         |
| Bridge                    |                           |         |         |         |         |         |         |         | ●       | ●       | ●       | ●       | ●       | ●        | ●        | ●        | ●        | 3        |          |          | 3        |         |
| Thể thao điện tử          |                           |         |         |         |         | ●       | ●       | 1       | 1       | 1       | 1       | 1       | 1       | 1        |          |          |          |          |          |          | 7        |         |
| Cờ vua                    |                           |         |         |         |         | ●       | ●       | ●       | 2       |         | ●       | ●       | ●       | ●        | ●        | ●        | ●        | ●        | 2        |          | 4        |         |
| Cờ vây                    |                           |         |         |         |         | ●       | ●       | ●       | ●       | 1       | ●       | ●       | ●       | ●        | 2        |          |          |          |          |          | 3        |         |
| Cờ tướng                  |                           |         |         |         |         |         |         |         |         | ●       | ●       | ●       | 1       |          | ●        | ●        | ●        | ●        | 2        |          | 3        |         |
| Quyền Anh                 | Quyền Anh                 |         |         |         |         |         | ●       | ●       | ●       | ●       | ●       | ●       | ●       | ●        |          | 2        | 5        | 6        |          |          |          | 13      |
| Canoeing                  |                           |         |         |         |         |         |         |         |         |         |         |         |         |          |          |          |          |          |          |          |          |         |
| Vượt chướng ngại vật      |                           |         |         |         |         |         |         |         |         |         |         |         |         |          |          |          | ●        | 2        | 2        |          | 4        |         |
| Nước rút                  |                           |         |         |         |         |         |         |         |         |         |         | ●       | ●       | 6        | 6        |          |          |          |          |          | 12       |         |
| Đua thuyền truyền thống   |                           |         |         |         |         |         |         |         |         |         |         |         |         |          |          | 2        | 2        | 2        |          |          | 6        |         |
| Bóng gậy                  | Bóng gậy                  | ●       | ●       | ●       | ●       |         | ●       | 1       |         | ●       | ●       | ●       |         | ●        | ●        | ●        | ●        |          | ●        | 1        |          | 2       |
| Xe đạp                    |                           |         |         |         |         |         |         |         |         |         |         |         |         |          |          |          |          |          |          |          |          |         |
| BMX                       |                           |         |         |         |         |         |         |         |         |         |         |         | 2       |          |          |          |          |          |          |          | 2        |         |
| Địa hình                  |                           |         |         |         |         |         | 2       |         |         |         |         |         |         |          |          |          |          |          |          |          | 2        |         |
| Đường trường              |                           |         |         |         |         |         |         |         |         |         |         |         |         |          | 2        | 1        | 1        |          |          |          | 4        |         |
| Lòng chảo                 |                           |         |         |         |         |         |         | 2       | 3       | 3       | 4       |         |         |          |          |          |          |          |          |          | 12       |         |
| Nhảy ngựa                 | Nhảy ngựa                 |         |         |         |         |         |         |         | 1       | ●       | 1       |         | ●       | ●        | 2        |          | 1        |          | 1        |          |          | 6       |
| Đấu kiếm                  | Đấu kiếm                  |         |         |         |         |         | 2       | 2       | 2       | 2       | 2       | 2       |         |          |          |          |          |          |          |          |          | 12      |
| Khúc côn cầu trên cỏ      | Khúc côn cầu trên cỏ      |         |         |         |         |         | ●       | ●       | ●       | ●       | ●       | ●       | ●       | ●        | ●        | ●        | ●        | ●        | 1        | 1        |          | 2       |
| Bóng đá                   | Bóng đá                   | ●       | ●       | ●       | ●       |         | ●       | ●       |         | ●       | ●       |         | ●       | ●        |          | ●        | ●        |          | 1        | 1        |          | 2       |
| Golf                      | Golf                      |         |         |         |         |         |         |         |         |         | ●       | ●       | ●       | 4        |          |          |          |          |          |          |          | 4       |
| Thể dục dụng cụ           |                           |         |         |         |         |         |         |         |         |         |         |         |         |          |          |          |          |          |          |          |          |         |
| Thể dục nghệ thuật        |                           |         |         |         |         | 1       | 1       | 1       | 1       | 5       | 5       |         |         |          |          |          |          |          |          |          | 14       |         |
| Thể dục nhịp điệu         |                           |         |         |         |         |         |         |         |         |         |         |         |         |          |          |          |          | 1        | 1        |          | 2        |         |
| Thể dục dụng cụ Nhào lộn  |                           |         |         |         |         |         |         |         |         |         |         |         |         | 1        | 1        |          |          |          |          |          | 2        |         |
| Bóng ném                  | Bóng ném                  |         |         |         |         |         | ●       | ●       |         | ●       |         | ●       | ●       | ●        |          | ●        |          | 2        |          |          |          | 2       |
| Judo                      | Judo                      |         |         |         |         |         | 4       | 5       | 5       | 1       |         |         |         |          |          |          |          |          |          |          |          | 15      |
| Kabaddi                   | Kabaddi                   |         |         |         |         |         |         |         |         |         |         |         |         |          | ●        | ●        | ●        | ●        | ●        | 2        |          | 2       |
| Võ thuật                  |                           |         |         |         |         |         |         |         |         |         |         |         |         |          |          |          |          |          |          |          |          |         |
| Jujitsu                   |                           |         |         |         |         |         |         |         |         |         |         |         |         |          |          |          | 3        | 3        | 2        |          | 8        |         |
| Karate                    |                           |         |         |         |         |         |         |         |         |         |         |         |         |          |          |          | 4        | 4        | 4        | 2        | 14       |         |
| Kurash                    |                           |         |         |         |         |         |         |         |         |         |         | 3       | 2       | 2        |          |          |          |          |          |          | 7        |         |
| Năm môn phối hợp hiện đại | Năm môn phối hợp hiện đại |         | ●       | ●       | ●       |         | 4       |         |         |         |         |         |         |          |          |          |          |          |          |          |          | 4       |
| Patin thể thao            |                           |         |         |         |         |         |         |         |         |         |         |         |         |          |          |          |          |          |          |          |          |         |
| Trượt patin               |                           |         |         |         |         |         |         |         |         |         |         | 2       | 2       | 2        |          | 1        | 2        | ●        | 1        |          | 10       |         |
| Trượt ván                 |                           |         |         |         |         | ●       | 2       | ●       | 2       |         |         |         |         |          |          |          |          |          |          |          | 4        |         |
| Rowing                    | Rowing                    |         | ●       | ●       | ●       |         | 7       | 7       |         |         |         |         |         |          |          |          |          |          |          |          |          | 14      |
| Bóng bầu dục bảy người    | Bóng bầu dục bảy người    |         |         |         |         |         | ●       | ●       | 2       |         |         |         |         |          |          |          |          |          |          |          |          | 2       |
| Thuyền buồm               | Thuyền buồm               |         | ●       | ●       | ●       |         | ●       | ●       | ●       | 14      |         |         |         |          |          |          |          |          |          |          |          | 14      |
| Cầu mây                   | Cầu mây                   |         |         |         |         |         | ●       | ●       | ●       | ●       | ●       | 2       |         | ●        | ●        | ●        | 2        | ●        | ●        | 2        |          | 6       |
| Bắn súng                  | Bắn súng                  |         |         |         |         |         | 2       | 6       | 3       | 8       | 5       | 4       | 1       | 4        |          |          |          |          |          |          |          | 33      |
| Leo núi                   | Leo núi                   |         |         |         |         |         |         |         |         |         |         |         |         |          |          | 2        | 2        | ●        | 1        | 1        |          | 6       |
| Bóng quần                 | Bóng quần                 |         |         |         |         |         |         |         | ●       | ●       | ●       | ●       | 2       | ●        | ●        | ●        | ●        | 3        |          |          |          | 5       |
| Bóng bàn                  | Bóng bàn                  |         |         |         | ●       | ●       | ●       | ●       | 2       | ●       | ●       | ●       | 1       | 2        | 2        |          |          |          |          |          |          | 7       |
| Taekwondo                 | Taekwondo                 |         |         |         |         |         | 2       | 3       | 3       | 3       | 2       |         |         |          |          |          |          |          |          |          |          | 13      |
| Tennis                    |                           |         |         |         |         |         |         |         |         |         |         |         |         |          |          |          |          |          |          |          |          |         |
| Quần vợt                  |                           |         |         |         |         | ●       | ●       | ●       | ●       | ●       | 2       | 3       |         |          |          |          |          |          |          |          | 5        |         |
| Soft tennis               |                           |         |         |         |         |         |         |         |         |         |         |         |         |          | ●        | 2        | 1        | ●        | 2        |          | 5        |         |
| Ba môn phối hợp           | Ba môn phối hợp           |         |         |         |         |         |         |         |         |         |         | 1       | 1       |          | 1        |          |          |          |          |          |          | 3       |
| Bóng chuyền               |                           |         |         |         |         |         |         |         |         |         |         |         |         |          |          |          |          |          |          |          |          |         |
| Bãi biển                  | ●                         | ●       | ●       | ●       |         | ●       | ●       | ●       | 1       | 1       |         |         |         |          |          |          |          |          |          |          | 2        |         |
| Trong nhà                 | ●                         | ●       | ●       | ●       |         | ●       | ●       | 1       |         |         |         | ●       | ●       | ●        |          | ●        | ●        | ●        | 1        |          | 2        |         |
| Cử tạ                     | Cử tạ                     |         |         |         |         |         |         |         |         |         |         |         | 2       | 2        | 2        | 1        | 1        | 2        | 2        | 2        |          | 14      |
| Vật                       | Vật                       |         |         |         |         |         |         |         |         |         |         |         |         |          |          |          | 4        | 5        | 5        | 4        |          | 18      |
| Wushu                     | Wushu                     |         |         |         |         |         | 2       | 2       | 2       | 2       | 7       |         |         |          |          |          |          |          |          |          |          | 15      |
| Số huy chương trong ngày  | Số huy chương trong ngày  |         |         |         |         |         | 31      | 38      | 31      | 47      | 35      | 33      | 25      | 35       | 30       | 28       | 33       | 35       | 30       | 47       | 3        | 481     |
| Tổng số huy chương        | Tổng số huy chương        |         |         |         |         |         | 31      | 69      | 100     | 147     | 182     | 215     | 240     | 275      | 305      | 333      | 366      | 401      | 431      | 478      | 481      | 481     |
| Sự kiện↓/Ngày→            | Sự kiện↓/Ngày→            | Tháng 9 | Tháng 9 | Tháng 9 | Tháng 9 | Tháng 9 | Tháng 9 | Tháng 9 | Tháng 9 | Tháng 9 | Tháng 9 | Tháng 9 | Tháng 9 | Tháng 10 | Tháng 10 | Tháng 10 | Tháng 10 | Tháng 10 | Tháng 10 | Tháng 10 | Tháng 10 | Sự kiện |
| Sự kiện↓/Ngày→            | Sự kiện↓/Ngày→            | 19 T3   | 20 T4   | 21 T5   | 22 T6   | 23 T7   | 24 CN   | 25 T2   | 26 T3   | 27 T4   | 28 T5   | 29 T6   | 30 T7   | 1 CN     | 2 T2     | 3 T3     | 4 T4     | 5 T5     | 6 T6     | 7 T7     | 8 CN     | Sự kiện |

## Bảng huy chương
| Hạng                | Đoàn                | Vàng | Bạc | Đồng | Tổng số |
| ------------------- | ------------------- | ---- | --- | ---- | ------- |
| 1                   | Trung Quốc          | 201  | 111 | 71   | 383     |
| 2                   | Nhật Bản            | 52   | 67  | 69   | 188     |
| 3                   | Hàn Quốc            | 42   | 59  | 89   | 190     |
| 4                   | Ấn Độ               | 28   | 38  | 41   | 107     |
| 5                   | Uzbekistan          | 22   | 18  | 31   | 71      |
| 6                   | Đài Bắc Trung Hoa   | 19   | 20  | 28   | 67      |
| 7                   | Iran                | 13   | 21  | 20   | 54      |
| 8                   | Thái Lan            | 12   | 14  | 32   | 58      |
| 9                   | Bahrain             | 12   | 3   | 5    | 20      |
| 10                  | CHDCND Triều Tiên   | 11   | 18  | 10   | 39      |
| 11                  | Kazakhstan          | 10   | 22  | 48   | 80      |
| 12                  | Hồng Kông           | 8    | 16  | 29   | 53      |
| 13                  | Indonesia           | 7    | 11  | 18   | 36      |
| 14                  | Malaysia            | 6    | 8   | 18   | 32      |
| 15                  | Qatar               | 5    | 6   | 3    | 14      |
| 16                  | UAE                 | 5    | 5   | 10   | 20      |
| 17                  | Philippines         | 4    | 2   | 12   | 18      |
| 18                  | Kyrgyzstan          | 4    | 2   | 9    | 15      |
| 19                  | Ả Rập Xê Út         | 4    | 2   | 4    | 10      |
| 20                  | Singapore           | 3    | 6   | 7    | 16      |
| 21                  | Việt Nam            | 3    | 5   | 19   | 27      |
| 22                  | Mông Cổ             | 3    | 5   | 13   | 21      |
| 23                  | Kuwait              | 3    | 4   | 4    | 11      |
| 24                  | Tajikistan          | 2    | 1   | 4    | 7       |
| 25                  | Ma Cao              | 1    | 3   | 2    | 6       |
| 26                  | Sri Lanka           | 1    | 2   | 2    | 5       |
| 27                  | Myanmar             | 1    | 0   | 2    | 3       |
| 28                  | Jordan              | 0    | 5   | 4    | 9       |
| 29                  | Turkmenistan        | 0    | 1   | 6    | 7       |
| 30                  | Afghanistan         | 0    | 1   | 4    | 5       |
| 31                  | Pakistan            | 0    | 1   | 2    | 3       |
| 32                  | Brunei              | 0    | 1   | 1    | 2       |
| 32                  | Nepal               | 0    | 1   | 1    | 2       |
| 32                  | Oman                | 0    | 1   | 1    | 2       |
| 35                  | Lào                 | 0    | 0   | 3    | 3       |
| 35                  | Iraq                | 0    | 0   | 3    | 3       |
| 37                  | Bangladesh          | 0    | 0   | 2    | 2       |
| 38                  | Syria               | 0    | 0   | 1    | 1       |
| 38                  | Palestine           | 0    | 0   | 1    | 1       |
| 38                  | Liban               | 0    | 0   | 1    | 1       |
| 38                  | Campuchia           | 0    | 0   | 1    | 1       |
| Tổng số (41 đơn vị) | Tổng số (41 đơn vị) | 482  | 480 | 631  | 1593    |

## Tiếp thị

### Biểu tượng
Biểu tượng chính thức của đại hội, có tên là "Surging Tides" (Thủy triều dâng), đã được công bố trong một buổi lễ tại trụ sở của Tập đoàn Truyền hình Phát thanh Văn hóa Hàng Châu vào ngày 6 tháng 8 năm 2018. Biểu trưng được thiết kế để bao gồm sáu yếu tố: quạt tay, đường chạy, sông Tiền Đường, thủy triều trên sông Tiền Đường, hình ảnh mặt trời và sóng vô tuyến (tượng trưng cho kết nối không dây). Ban tổ chức cho rằng biểu tượng này có ý nghĩa phản ánh "sự nghiệp vĩ đại của chủ nghĩa xã hội đặc sắc Trung Quốc trong thời kỳ mới" và "sự đoàn kết, thống nhất và phát triển của OCA".

### Linh vật
Ba linh vật của Á vận hội bao gồm các robot Tông Tông (tiếng Trung: 琮琮; bính âm: Cóng Cóng), Thần Thần (tiếng Trung: 宸宸; bính âm: Chén Chén) và Liên Liên (tiếng Trung: 莲莲; bính âm: Lián Lián), được gọi chung với cái tên "Ký ức Giang Nam", đã được công bố vào ngày 3 tháng 4 năm 2020. Tông Tông đại diện cho tàn tích khảo cổ của Văn hóa Lương Chử. Nó bắt nguồn từ tên của mặt dây chuyền ngọc bích - di tích tinh túy được khai quật từ tàn tích có niên đại 5.000 năm và lấy màu vàng, màu của trái đất và bội thu, làm tông màu chính. Liên Liên đại diện cho Tây Hồ và cái tên biểu thị một hồ đầy lá sen, và có màu xanh lá cây tượng trưng cho cuộc sống và thiên nhiên. Cuối cùng là Thần Thần đại diện cho kênh đào Đại Vận Hà. Linh vật được đặt tên từ Cầu Củng Thần - một cấu trúc mang tính bước ngoặt trong khu vực Hàng Châu và nó có màu xanh lam đại diện cho khoa học và công nghệ.

### Khẩu hiệu
Khẩu hiệu chính thức của Đại hội Thể thao châu Á 2022, "Heart to Heart, @Future" (tạm dịch tiếng Việt: Từ trái tim đến trái tim, kết nối tương lai) đã được công bố vào ngày 15 tháng 12 năm 2019 để đánh dấu 1.000 ngày trước lễ khai mạc. Khẩu hiệu này nhằm tượng trưng cho sự kết nối mà Đại hội Thể thao châu Á tạo ra giữa các quốc gia trong khu vực châu Á. Ký tự "@" trên khẩu hiệu vừa đại diện cho internet vạn vật, vừa thể hiện đặc trưng của thành phố internet Hàng Châu.

### Âm nhạc
Bài hát quảng bá chính thức cho đại hội, "With You and Me" (tạm dịch tiếng Việt: "Có bạn và tôi"), được phát hành cùng với video âm nhạc vào ngày 27 tháng 4 năm 2023 và được thể hiện bởi Trương Thiều Hàm, Vương Gia Nhĩ, Sunnee và JC-T. Ca khúc được lựa chọn thông qua cuộc thi sáng tác bài hát trên toàn cầu và do đội ngũ sản xuất đến từ Thái Lan Nadao Music đảm nhận. Tựa đề gốc của ca khúc là "Let's Celebrate" hay "เพื่อนกัน (Puean Kan)" trong tiếng Thái và được các ca sĩ Ice Paris, Billkin, PP Krit và Nana Sawanya thể hiện.
Vào ngày 24 tháng 8 năm 2023, 30 ngày trước lễ khai mạc, ca khúc có tựa đề "The Love We Share" (tiếng Trung: 同爱同在, tạm dịch tiếng Việt: "Chúng ta chia sẻ tình yêu thương") đã được thông báo là bài hát chủ đề chính thức của đại hội; trước đó ca khúc được chọn làm ca khúc quảng bá cho đại hội vào ngày 4 tháng 8. Bài hát được sáng tác dựa trên thông điệp "Cộng đồng châu Á cùng chung một tương lai", do Trương Nhất Giang soạn nhạc và Hàn Băng viết lời. Tôn Nam trình bày phiên bản tiếng Trung của ca khúc, trong khi phiên bản tiếng Anh được thể hiện bởi John Zhang.
Vào ngày 10 tháng 9 năm 2023, bài hát chính thức cho hành trình rước đuốc của đại hội với tên gọi "Burn" ("Cháy") cũng được ra mắt, với sự thể hiện của Vương Nhất Bác.

### Huy chương
Vào ngày 15 tháng 6 năm 2023, 100 ngày đếm ngược trước Đại hội Thể thao châu Á lần thứ 19, thiết kế huy chương với tên gọi "Sơn Thủy" (tiếng Trung: 湖山; bính âm: Húshān, tạm dịch: "Hồ và Núi") đã được công bố, lấy cảm hứng từ cong ngọc trong văn hóa Lương Chử. Mặt trước của huy chương có biểu trưng của đại hội, những ngọn đồi mờ sương, thành phố, một hồ nước gợn sóng và những ngọn núi nhấp nhố, trong khi mặt sau là hình ảnh mặt trời đại diện cho OCA và tên sự kiện bằng tiếng Trung và tiếng Anh.